# Solanum sporadotrichum
Solanum sporadotrichum är en potatisväxtart som beskrevs av Ferdinand von Mueller. Solanum sporadotrichum ingår i släktet skattor som ingår i familjen potatisväxter. Inga underarter finns listade i Catalogue of Life.